# NGC 4236-2
NGC 4236-2 je nepravilna galaktika u zviježđu Zmaju. 

## Vanjske poveznice
- (eng.) SEDS: NGC 4236
- (eng.) Revidirani Novi opći katalog
- (eng.) Izvangalaktička baza podataka NASA-e i IPAC-a
- (eng.) Astronomska baza podataka SIMBAD
- (eng.) VizieR